# 2014-es műugró-világkupa
A Nemzetközi Úszószövetség (FINA) 2014-ben a 19. alkalommal rendezte meg – kilenc versenyszámban – július 15. és július 20. között a műugró Világkupa-viadalt a kínai Sanghajban.

## A versenyszámok időrendje
A világkupa eseményei helyi idő szerint:
| 2014. július 15., kedd | 2014. július 16., szerda | 2014. július 17., csütörtök |
| --- | --- | --- |
| 16:00 csapatverseny | 10:00 Nők 3 m szinkron (selejtező) Férfiak torony szinkron (selejtező) 15:10 Nők 3 m szinkron (döntő) 19:40 Férfiak torony szinkron (döntő) | 10:00 Nők torony szinkron (selejtező) Férfiak 3 m szinkron (selejtező) 15:10 Nők torony szinkron (döntő) 19:40 Férfiak 3 m szinkron (döntő) |
| 2014. július 18., péntek | 2014. július 19., szombat | 2014. július 20., vasárnap |
| 10:00 Nők torony (selejtező) Nők torony (középdöntő) 14:00 Férfiak 3 m (selejtező) Férfiak 3 m (középdöntő) 19:40 Nők torony (döntő) | 10:00 Nők 3 m (selejtező) Nők 3 m (középdöntő) 18:35 Férfiak 3 m (döntő)                                                                    | 10:00 Férfiak torony (selejtező) Férfiak torony (középdöntő) 15:10 Nők 3 m (döntő) 19:40 Férfiak torony (döntő)                             |

## A versenyen részt vevő országok
A világkupán 28 nemzet 157 sportolója vett részt, az alábbi megbontásban:
| Részt vevő nemzetek férfi / nő megbontásban | Részt vevő nemzetek férfi / nő megbontásban | Részt vevő nemzetek férfi / nő megbontásban | Részt vevő nemzetek férfi / nő megbontásban | Részt vevő nemzetek férfi / nő megbontásban | Részt vevő nemzetek férfi / nő megbontásban | Részt vevő nemzetek férfi / nő megbontásban | Részt vevő nemzetek férfi / nő megbontásban | Részt vevő nemzetek férfi / nő megbontásban | Részt vevő nemzetek férfi / nő megbontásban | Részt vevő nemzetek férfi / nő megbontásban | Részt vevő nemzetek férfi / nő megbontásban |
| ------------------------------------------- | ------------------------------------------- | ------------------------------------------- | ------------------------------------------- | ------------------------------------------- | ------------------------------------------- | ------------------------------------------- | ------------------------------------------- | ------------------------------------------- | ------------------------------------------- | ------------------------------------------- | ------------------------------------------- |
| nemzet                                      | F                                           | N                                           | nemzet                                      | F                                           | N                                           | nemzet                                      | F                                           | N                                           | nemzet                                      | F                                           | N                                           |
| Ausztrália                                  | 1                                           | 6                                           | Észak-Korea                                 | 1                                           | 6                                           | Kanada                                      | 5                                           | 4                                           | Németország                                 | 3                                           | 5                                           |
| Ausztria                                    | 1                                           | 0                                           | Fehéroroszország                            | 3                                           | 0                                           | Kína                                        | 5                                           | 6                                           | Olaszország                                 | 2                                           | 4                                           |
| Brazília                                    | 2                                           | 1                                           | Hollandia                                   | 1                                           | 2                                           | Kolumbia                                    | 5                                           | 0                                           | Oroszország                                 | 4                                           | 4                                           |
| Dél-afrikai Köztársaság                     | 0                                           | 3                                           | Hong Kong                                   | 3                                           | 1                                           | Kuba                                        | 2                                           | 0                                           | Szingapúr                                   | 2                                           | 2                                           |
| Dél-Korea                                   | 1                                           | 2                                           | Indonézia                                   | 3                                           | 1                                           | Magyarország                                | 0                                           | 3                                           | Új-Zéland                                   | 2                                           | 0                                           |
| Egyesült Királyság                          | 3                                           | 5                                           | Jamaica                                     | 1                                           | 0                                           | Malajzia                                    | 3                                           | 6                                           | Ukrajna                                     | 5                                           | 5                                           |
| Egyiptom                                    | 3                                           | 2                                           | Japán                                       | 4                                           | 3                                           | Mexikó                                      | 5                                           | 4                                           | USA                                         | 5                                           | 7                                           |

F = férfi, N = nő

## Eredmények

### Éremtáblázat
| #        | nemzet             | arany | ezüst | bronz | összesen |
| 1        | Kína               | 9     | 4     | 0     | 13       |
| 2        | Németország        | 0     | 2     | 0     | 2        |
| 3        | Kanada             | 0     | 1     | 2     | 3        |
| 4        | Malajzia           | 0     | 1     | 0     | 1        |
| 4        | Ukrajna            | 0     | 1     | 0     | 1        |
| 6        | Ausztrália         | 0     | 0     | 2     | 2        |
| 6        | Oroszország        | 0     | 0     | 2     | 2        |
| 8        | Egyesült Királyság | 0     | 0     | 1     | 1        |
| 8        | Mexikó             | 0     | 0     | 1     | 1        |
| 8        | USA                | 0     | 0     | 1     | 1        |
| összesen | összesen           | 9     | 9     | 9     | 27       |

### Éremszerzők
| versenyszám   | arany                           | ezüst                                 | bronz                                |
| vegyes        |                                 |                                       |                                      |
| vegyes        | Huang Hsziao-huj / Csen Aj-szen | Olekszandr Bondar / Julija Prokopcsuk | Nagyezsda Bazsina / Viktor Minibajev |
| férfiak       |                                 |                                       |                                      |
| 3 m           | Ho Csung                        | Cao Jüan                              | Jack Laugher                         |
| 3 m szinkron  | Lin Jüe / Cao Jüan              | Stephan Feck / Patrick Hausding       | Jevgenyij Kuznyecov / Ilja Zaharov   |
| 10 m          | Jang Csien                      | Csiu Po                               | Iván García Navarro                  |
| 10 m szinkron | Lin Jüe / Cao Jüan              | Sascha Klein / Patrick Hausding       | David Boudia / Steele Johnson        |
| nők           |                                 |                                       |                                      |
| 3 m           | Si Ting-mao                     | Ho Ce                                 | Jennifer Abel                        |
| 3 m szinkron  | Vu Min-hszia / Si Ting-mao      | Jennifer Abel / Pamela Ware           | Maddison Keeney / Anabelle Smith     |
| 10 m          | Huang Hsziao-huj                | Liu Huj-hszia                         | Melissa Wu                           |
| 10 m szinkron | Csen Zso-lin / Liu Huj-hszia    | Mun Yee Leong / Jun Hoong Cheong      | Meaghan Benfeito / Roseline Filion   |

## Versenyszámok

### Vegyes
| #  | Ország      | Csapattagok                               | Pontok |
| -- | ----------- | ----------------------------------------- | ------ |
|    | Kína        | Huang Hsziao-huj / Csen Aj-szen           | 408,60 |
|    | Ukrajna     | Olekszandr Bondar / Julija Prokopcsuk     | 390,55 |
|    | Oroszország | Nagyezsda Bazsina / Viktor Minibajev      | 381,30 |
| 4  | USA         | Samantha Bromberg / Steele Johnson        | 367,90 |
| 5  | Németország | Maria Kurjo / Patrick Hausding            | 364,55 |
| 6  | Malajzia    | Yiwei Chew / Nur Dhabitah                 | 336,70 |
| 7  | Olaszország | Francesco Dell’Uomo / Bátki Noémi         | 326,00 |
| 8  | Mexikó      | Alejandra Orozco / Rommel Pacheco Marrufo | 302,75 |
| 9  | Dél-Korea   | Csho Unbi / Kim Jongnam                   | 292,20 |
| 10 | Egyiptom    | Mohab Ishak / Maha Abdelsalam             | 257,35 |
| 11 | Brazília    | Julianna Veloso / Hugo Parisi             | 255,80 |

### Férfiak

#### 3 méteres műugrás
| #  | Ország             | Név                       | Selejtező | Selejtező | Középdöntő | Középdöntő | Döntő   | Döntő  |
| #  | Ország             | Név                       | Rangsor   | Pontok    | Rangsor    | Pontok     | Rangsor | Pontok |
| -- | ------------------ | ------------------------- | --------- | --------- | ---------- | ---------- | ------- | ------ |
|    | Kína               | Ho Csung                  | 2         | 496,35    | 3          | 504,00     | 1       | 540,35 |
|    | Kína               | Cao Jüan                  | 1         | 510,00    | 1          | 524,10     | 2       | 526,70 |
|    | Egyesült Királyság | Jack Laugher              | 5         | 452,25    | 2          | 507,00     | 3       | 488,20 |
| 4  | Ukrajna            | Illja Kvasa               | 10        | 434,90    | 7          | 469,70     | 4       | 486,15 |
| 5  | Oroszország        | Ilja Zaharov              | 3         | 463,00    | 8          | 464,45     | 5       | 484,40 |
| 6  | Németország        | Patrick Hausding          | 9         | 443,75    | 4          | 493,05     | 6       | 484,25 |
| 7  | Mexikó             | Yahel Castillo Huerta     | 4         | 459,85    | 9          | 463,75     | 7       | 477,25 |
| 8  | USA                | David Boudia              | 17        | 413,40    | 5          | 478,25     | 8       | 471,20 |
| 9  | Mexikó             | Rommel Pacheco Marrufo    | 6         | 447,35    | 10         | 459,75     | 9       | 452,35 |
| 10 | Japán              | Teraucsi Ken              | 12        | 426,50    | 11         | 428,10     | 10      | 452,20 |
| 11 | Ausztrália         | Grant Nel                 | 11        | 433,40    | 12         | 427,95     | 11      | 449,65 |
| 12 | USA                | Nicholas McCrory          | 7         | 445,30    | 6          | 478,25     | 12      | 407,55 |
|    |                    |                           |           |           |            |            |         |        |
| 13 | Oroszország        | Jevgenyij Kuznyecov       | 14        | 416,55    | 13         | 424,85     |         |        |
| 14 | Malajzia           | Tze Liang Ooi             | 8         | 444,70    | 14         | 423,85     |         |        |
| 15 | Egyesült Királyság | Chris Mears               | 13        | 420,35    | 15         | 412,05     |         |        |
| 16 | Japán              | Szakai Só                 | 6         | 414,35    | 16         | 400,15     |         |        |
| 17 | Malajzia           | Ahmad Amsyar Azman        | 15        | 415,10    | 17         | 379,10     |         |        |
| 18 | Kanada             | François Imbeau-Dulac     | 18        | 407,40    | 18         | 316,65     |         |        |
|    |                    |                           |           |           |            |            |         |        |
| 19 | Hongkong           | Hszie Csen                | 19        | 406,25    |            |            |         |        |
| 20 | Brazília           | César Castro              | 20        | 402,35    |            |            |         |        |
| 21 | Németország        | Stephan Feck              | 21        | 399,90    |            |            |         |        |
| 22 | Dél-Korea          | Kim Jongnam               | 22        | 398,65    |            |            |         |        |
| 23 | Fehéroroszország   | Yauheni Karaliou          | 23        | 382,55    |            |            |         |        |
| 24 | Kolumbia           | Sebastián Morales Mendoza | 24        | 381,90    |            |            |         |        |
| 25 | Hollandia          | Yorick de Bruijn          | 25        | 380,75    |            |            |         |        |
| 26 | Kolumbia           | Miguel Reyes Abadía       | 26        | 377,40    |            |            |         |        |
| 27 | Ukrajna            | Oleg Kologyij             | 27        | 372,45    |            |            |         |        |
| 28 | Kanada             | Cody Yano                 | 28        | 371,30    |            |            |         |        |
| 29 | Új-Zéland          | Liam Stone                | 29        | 369,45    |            |            |         |        |
| 30 | Fehéroroszország   | Andrei Pavluk             | 30        | 355,50    |            |            |         |        |
| 31 | Jamaica            | Yona Knight-Wisdom        | 31        | 346,60    |            |            |         |        |
| 32 | Egyiptom           | Emadeldin Fawzy           | 32        | 345,90    |            |            |         |        |
| 33 | Ausztria           | Constantin Blaha          | 33        | 336,40    |            |            |         |        |
| 34 | Indonézia          | Ahmads Jamjami            | 34        | 316,25    |            |            |         |        |
| 35 | Szingapúr          | Timothy Lee               | 35        | 303,35    |            |            |         |        |
| 36 | Egyiptom           | Ezzat Yosif Amr           | 36        | 286,90    |            |            |         |        |
| 37 | Szingapúr          | Mark Lee                  | 37        | 278,35    |            |            |         |        |
| 38 | Indonézia          | Adityor Putra             | 38        | 266,15    |            |            |         |        |

#### 3 méteres szinkronugrás
| #  | Ország             | Név                                    | Selejtező | Selejtező | Döntő   | Döntő  |
| #  | Ország             | Név                                    | Rangsor   | Pontok    | Rangsor | Pontok |
| -- | ------------------ | -------------------------------------- | --------- | --------- | ------- | ------ |
|    | Kína               | Lin Jüe / Cao Jüan                     | 5         | 404,37    | 1       | 461,31 |
|    | Németország        | Stephan Feck / Patrick Hausding        | 3         | 413,31    | 2       | 431,40 |
|    | Oroszország        | Jevgenyij Kuznyecov / Ilja Zaharov     | 2         | 417,75    | 3       | 431,34 |
| 4  | USA                | Samuel Dorman / David Boudia           | 4         | 408,81    | 4       | 417,54 |
| 5  | Egyesült Királyság | Chris Mears / Jack Laugher             | 1         | 429,84    | 5       | 411,81 |
| 6  | Mexikó             | Rommel Pacheco Marrufo / Jahir Ocampo  | 6         | 392,16    | 6       | 401,70 |
| 7  | Kanada             | Philippe Gagné / François Imbeau-Dulac | 7         | 385,68    | 7       | 372,03 |
| 8  | Fehéroroszország   | Andrei Pavluk / Yauheni Karaliou       | 9         | 370,74    | 8       | 360,78 |
| 9  | Japán              | Teraucsi Ken / Okamoto Jú              | 8         | 375,24    | 9       | 352,62 |
| 10 | Szingapúr          | Timothy Lee / Mark Lee                 | 12        | 291,00    | 10      | 338,10 |
| 11 | Hongkong           | Jason Wai Ching Poon / Ho Wing Chow    | 11        | 311,79    | 11      | 313,95 |
| 12 | Malajzia           | Tze Liang Ooi / Ahmad Amsyar Azman     | 10        | 350,22    | 12      | 287,04 |
|    |                    |                                        |           |           |         |        |
| 13 | Indonézia          | Ahmads Jamjami / Adityor Putra         | 13        | 288,51    |         |        |
| 14 | Ukrajna            | Illja Kvasa / Olekszandr Horskovozov   | 14        | 287,49    |         |        |

#### 10 méteres toronyugrás
| #  | Ország             | Név                      | Selejtező | Selejtező | Középdöntő | Középdöntő | Döntő   | Döntő  |
| #  | Ország             | Név                      | Rangsor   | Pontok    | Rangsor    | Pontok     | Rangsor | Pontok |
| -- | ------------------ | ------------------------ | --------- | --------- | ---------- | ---------- | ------- | ------ |
|    | Kína               | Jang Csien               | 1         | 551,50    | 1          | 560,75     | 1       | 543,85 |
|    | Kína               | Csiu Po                  | 3         | 460,40    | 2          | 514,20     | 2       | 528,50 |
|    | Mexikó             | Iván García Navarro      | 5         | 457,35    | 6          | 480,75     | 3       | 504,90 |
| 4  | Egyesült Királyság | Thomas Daley             | 2         | 513,95    | 3          | 504,55     | 4       | 470,35 |
| 5  | Malajzia           | Tze Liang Ooi            | 9         | 435,80    | 7          | 451,85     | 5       | 464,85 |
| 6  | Mexikó             | Germán Sánchez Sánchez   | 6         | 456,55    | 9          | 430,25     | 6       | 462,50 |
| 7  | Németország        | Sascha Klein             | 4         | 458,55    | 5          | 486,45     | 7       | 441,90 |
| 8  | Olaszország        | Francesco Dell’Uomo      | 18        | 393,90    | 12         | 413,20     | 8       | 437,50 |
| 9  | Fehéroroszország   | Vadzim Kaptur            | 10        | 432,25    | 8          | 450,40     | 9       | 429,25 |
| 10 | Ukrajna            | Makszim Dolgov           | 11        | 428,00    | 10         | 425,55     | 10      | 426,05 |
| 11 | Japán              | Murakami Kazuki          | 15        | 406,40    | 11         | 421,80     | 11      | 395,05 |
| 12 | Ukrajna            | Olekszandr Bondar        | 7         | 449,40    | 4          | 492,00     | 12      | 361,75 |
|    |                    |                          |           |           |            |            |         |        |
| 13 | Brazília           | Hugo Parisi              | 14        | 408,10    | 13         | 408,75     |         |        |
| 14 | USA                | Steele Johnson           | 16        | 405,75    | 14         | 406,60     |         |        |
| 15 | Kanada             | Maxim Bouchard           | 13        | 417,35    | 15         | 402,40     |         |        |
| 16 | Kanada             | Vincent Riendeau         | 17        | 402,55    | 16         | 386,70     |         |        |
| 17 | USA                | David Dinsmore           | 8         | 440,60    | 17         | 381,20     |         |        |
| 18 | Dél-Korea          | Kim Jongnam              | 12        | 426,10    | 18         | 363,30     |         |        |
|    |                    |                          |           |           |            |            |         |        |
| 19 | Kuba               | Jeinkler Aguirre         | 19        | 384,15    |            |            |         |        |
| 20 | Kolumbia           | Víctor Hugo Ortega Serna | 20        | 383,70    |            |            |         |        |
| 21 | Kolumbia           | Kevin García             | 21        | 371,70    |            |            |         |        |
| 22 | Japán              | Okamoto Jú               | 22        | 363,20    |            |            |         |        |
| 23 | Oroszország        | Jegor Galperin           | 23        | 361,15    |            |            |         |        |
| 24 | Új-Zéland          | Li Feng-jang             | 24        | 354,70    |            |            |         |        |
| 25 | Malajzia           | Yiwei Chew               | 25        | 350,05    |            |            |         |        |
| 26 | Észak-Korea        | Ri Hyon-ju               | 26        | 343,75    |            |            |         |        |
| 27 | Egyiptom           | Mohab Ishak              | 27        | 340,35    |            |            |         |        |
| 28 | Oroszország        | Igor Mjalin              | 28        | 337,25    |            |            |         |        |
| 29 | Olaszország        | Maicol Verzotto          | 29        | 312,85    |            |            |         |        |
| 30 | Indonézia          | Muhammad Nasrullah       | 30        | 291,50    |            |            |         |        |

#### 10 méteres szinkronugrás
| #  | Ország           | Név                                          | Selejtező | Selejtező | Döntő   | Döntő  |
| #  | Ország           | Név                                          | Rangsor   | Pontok    | Rangsor | Pontok |
| -- | ---------------- | -------------------------------------------- | --------- | --------- | ------- | ------ |
|    | Kína             | Lin Jüe / Cao Jüan                           | 1         | 479,64    | 1       | 494,46 |
|    | Németország      | Sascha Klein / Patrick Hausding              | 4         | 415,26    | 2       | 444,78 |
|    | USA              | David Boudia / Steele Johnson                | 3         | 415,89    | 3       | 414,12 |
| 4  | Kuba             | José Guerra / Jeinkler Aguirre               | 6         | 395,70    | 4       | 410,76 |
| 5  | Mexikó           | Iván García Navarro / Germán Sánchez Sánchez | 2         | 431,79    | 5       | 400,17 |
| 6  | Kolumbia         | Víctor Hugo Ortega Serna / Juan Rios Lopera  | 11        | 366,87    | 6       | 399,09 |
| 7  | Japán            | Okamoto Jú / Murakami Kazuki                 | 9         | 379,74    | 7       | 397,50 |
| 8  | Ukrajna          | Olekszandr Bondar / Makszim Dolgov           | 5         | 413,85    | 8       | 384,42 |
| 9  | Oroszország      | Igor Mjalin / Jegor Galperin                 | 12        | 361,47    | 9       | 378,03 |
| 10 | Fehéroroszország | Vadzim Kaptur / Yauheni Karaliou             | 8         | 384,12    | 10      | 374,46 |
| 11 | Kanada           | Maxim Bouchard / Philippe Gagné              | 7         | 391,23    | 11      | 363,36 |
| 12 | Malajzia         | Yiwei Chew / Tze Liang Ooi                   | 10        | 374,37    | 12      | 348,57 |
|    |                  |                                              |           |           |         |        |
| 13 | Olaszország      | Maicol Verzotto / Francesco Dell’Uomo        | 13        | 352,20    |         |        |
| 14 | Indonézia        | Adityor Putra / Muhammad Nasrullah           | 14        | 299,43    |         |        |

### Nők

#### 3 méteres műugrás
| #  | Ország                  | Név                      | Selejtező | Selejtező | Középdöntő | Középdöntő | Döntő   | Döntő  |
| #  | Ország                  | Név                      | Rangsor   | Pontok    | Rangsor    | Pontok     | Rangsor | Pontok |
| -- | ----------------------- | ------------------------ | --------- | --------- | ---------- | ---------- | ------- | ------ |
|    | Kína                    | Si Ting-mao              | 2         | 360,95    | 2          | 365,15     | 1       | 383,40 |
|    | Kína                    | Ho Ce                    | 1         | 371,40    | 1          | 375,90     | 2       | 369,65 |
|    | Kanada                  | Jennifer Abel            | 6         | 321,30    | 3          | 345,60     | 3       | 364,05 |
| 4  | Ausztrália              | Maddison Keeney          | 10        | 308,25    | 12         | 300,60     | 4       | 346,00 |
| 5  | Kanada                  | Pamela Ware              | 7         | 317,20    | 8          | 306,60     | 5       | 344,40 |
| 6  | Mexikó                  | Dolores Hernández Monzón | 18        | 289,65    | 6          | 320,10     | 6       | 339,85 |
| 7  | Olaszország             | Tania Cagnotto           | 5         | 321,75    | 9          | 306,45     | 7       | 339,60 |
| 8  | Malajzia                | Jun Hoong Cheong         | 4         | 322,40    | 4          | 328,70     | 8       | 326,45 |
| 9  | Mexikó                  | Laura Sánchez Soto       | 3         | 335,10    | 5          | 322,90     | 9       | 305,10 |
| 10 | Malajzia                | Yan Yee Ng               | 13        | 302,15    | 11         | 300,70     | 10      | 291,40 |
| 11 | USA                     | Laura Ryan               | 17        | 291,20    | 10         | 303,55     | 11      | 282,85 |
| 12 | Ukrajna                 | Viktorija Keszar         | 16        | 291,60    | 7          | 309,40     | 12      | 262,40 |
|    |                         |                          |           |           |            |            |         |        |
| 13 | Olaszország             | Maria Marconi            | 8         | 315,30    | 13         | 299,85     |         |        |
| 14 | Németország             | Nora Subschinski         | 14        | 302,10    | 14         | 295,50     |         |        |
| 15 | Oroszország             | Krisztina Ilinih         | 15        | 300,40    | 15         | 290,90     |         |        |
| 16 | Ausztrália              | Esther Qin               | 9         | 308,95    | 16         | 288,50     |         |        |
| 17 | Egyesült Királyság      | Hannah Starling          | 11        | 306,35    | 17         | 282,45     |         |        |
| 18 | Egyesült Királyság      | Alicia Blagg             | 12        | 302,85    | 18         | 280,95     |         |        |
|    |                         |                          |           |           |            |            |         |        |
| 19 | Németország             | Tina Punzel              | 19        | 285,50    |            |            |         |        |
| 20 | USA                     | Maren Taylor             | 20        | 284,30    |            |            |         |        |
| 21 | Hollandia               | Uschi Freitag            | 21        | 283,95    |            |            |         |        |
| 22 | Hollandia               | Inge Jansen              | 22        | 277,90    |            |            |         |        |
| 23 | Japán                   | Sibuszava Szajaka        | 23        | 276,20    |            |            |         |        |
| 24 | Hongkong                | Sharon Chan              | 24        | 258,25    |            |            |         |        |
| 25 | Ukrajna                 | Anasztaszija Negyobiga   | 25        | 255,40    |            |            |         |        |
| 26 | Oroszország             | Diana Csaplieva          | 26        | 253,85    |            |            |         |        |
| 27 | Dél-Korea               | Kim Szudzsi              | 27        | 250,35    |            |            |         |        |
| 28 | Dél-Korea               | Csho Unbi                | 28        | 239,20    |            |            |         |        |
| 29 | Magyarország            | Gondos Flóra             | 29        | 235,95    |            |            |         |        |
| 30 | Szingapúr               | Kayyian Fong             | 30        | 235,25    |            |            |         |        |
| 31 | Brazília                | Juliana Veloso           | 31        | 230,05    |            |            |         |        |
| 32 | Egyiptom                | Maha Abdelsalam          | 32        | 226,70    |            |            |         |        |
| 33 | Észak-Korea             | Kim Dzsinok              | 33        | 221,85    |            |            |         |        |
| 34 | Dél-afrikai Köztársaság | Julia Vincent            | 34        | 221,25    |            |            |         |        |

#### 3 méteres szinkronugrás
| #  | Ország                  | Név                                                | Selejtező | Selejtező | Döntő   | Döntő  |
| #  | Ország                  | Név                                                | Rangsor   | Pontok    | Rangsor | Pontok |
| -- | ----------------------- | -------------------------------------------------- | --------- | --------- | ------- | ------ |
|    | Kína                    | Vu Min-hszia / Si Ting-mao                         | 1         | 326,10    | 1       | 340,50 |
|    | Kanada                  | Jennifer Abel / Pamela Ware                        | 2         | 309,24    | 2       | 318,33 |
|    | Ausztrália              | Maddison Keeney / Anabelle Smith                   | 4         | 296,64    | 3       | 310,14 |
| 4  | Mexikó                  | Paola Milagros Espinosa / Dolores Hernández Monzón | 7         | 286,80    | 4       | 305,40 |
| 5  | Egyesült Királyság      | Rebecca Gallantree / Hannah Starling               | 3         | 299,19    | 5       | 296,85 |
| 6  | Ukrajna                 | Olena Fedorova / Hanna Piszmenszka                 | 8         | 283,50    | 6       | 294,60 |
| 7  | Malajzia                | Nur Dhabitah / Yan Yee Ng                          | 9         | 282,93    | 7       | 294,45 |
| 8  | Olaszország             | Francesca Dallapé / Tania Cagnotto                 | 5         | 293,40    | 8       | 293,70 |
| 9  | Németország             | Nora Subschinski / Tina Punzel                     | 6         | 291,60    | 9       | 293,10 |
| 10 | Hollandia               | Uschi Freitag / Inge Jansen                        | 11        | 271,50    | 10      | 286,50 |
| 11 | Oroszország             | Nagyezsda Bazsina / Diana Csaplieva                | 10        | 276,60    | 11      | 283,80 |
| 12 | Észak-Korea             | Un Gyong Choe / Kim Dzsinok                        | 12        | 271,20    | 12      | 268,80 |
|    |                         |                                                    |           |           |         |        |
| 13 | Dél-Korea               | Csho Unbi / Kim Szudzsi                            | 13        | 262,56    |         |        |
| 14 | USA                     | Laura Ryan / Abby Johnston                         | 14        | 262,50    |         |        |
| 15 | Magyarország            | Kormos Villő / Gondos Flóra                        | 15        | 257,31    |         |        |
| 16 | Szingapúr               | Myra Lee / Kay Yian Fong                           | 16        | 225,66    |         |        |
| 17 | Dél-afrikai Köztársaság | Julia Vincent / Aimee Nicole Gillis                | 17        | 206,79    |         |        |

#### 10 méteres toronyugrás
| #  | Ország                  | Név               | Selejtező | Selejtező | Középdöntő | Középdöntő | Döntő   | Döntő  |
| #  | Ország                  | Név               | Rangsor   | Pontok    | Rangsor    | Pontok     | Rangsor | Pontok |
| -- | ----------------------- | ----------------- | --------- | --------- | ---------- | ---------- | ------- | ------ |
|    | Kína                    | Huang Hsziao-huj  | 1         | 368,20    | 1          | 361,20     | 1       | 373,60 |
|    | Kína                    | Liu Huj-hszia     | 3         | 349,80    | 3          | 345,30     | 2       | 354,35 |
|    | Ausztrália              | Melissa Wu        | 2         | 366,80    | 8          | 336,15     | 3       | 349,50 |
| 4  | Egyesült Királyság      | Tonia Couch       | 9         | 323,30    | 4          | 340,30     | 4       | 330,90 |
| 5  | Kanada                  | Roseline Filion   | 7         | 329,65    | 7          | 336,80     | 5       | 327,45 |
| 6  | Malajzia                | Pandelela Rinong  | 5         | 339,05    | 2          | 353,25     | 6       | 320,80 |
| 7  | Ukrajna                 | Julija Prokopcsuk | 8         | 327,65    | 12         | 325,85     | 7       | 320,50 |
| 8  | Ausztrália              | Lara Tarvit       | 11        | 319,65    | 9          | 336,10     | 8       | 318,25 |
| 9  | Kanada                  | Meaghan Benfeito  | 6         | 334,65    | 10         | 332,35     | 9       | 316,05 |
| 10 | Észak-Korea             | Nam Hyang Song    | 10        | 322,60    | 5          | 338,30     | 10      | 307,65 |
| 11 | Egyesült Királyság      | Sarah Barrow      | 13        | 315,10    | 6          | 337,40     | 11      | 307,30 |
| 12 | Észak-Korea             | Kim Unhjang       | 16        | 307,80    | 11         | 331,75     | 12      | 238,60 |
|    |                         |                   |           |           |            |            |         |        |
| 13 | Olaszország             | Bátki Noémi       | 14        | 312,30    | 13         | 319,10     |         |        |
| 14 | USA                     | Jessica Parratto  | 15        | 310,10    | 14         | 312,05     |         |        |
| 15 | USA                     | Samantha Bromberg | 4         | 342,45    | 15         | 311,85     |         |        |
| 16 | Németország             | Maria Kurjo       | 12        | 317,65    | 16         | 310,75     |         |        |
| 17 | Japán                   | Itahasi Minami    | 18        | 296,20    | 17         | 278,80     |         |        |
| 18 | Németország             | Kieu Trang Duong  | 17        | 301,60    | 18         | 277,35     |         |        |
|    |                         |                   |           |           |            |            |         |        |
| 19 | Japán                   | Tacumi Fuka       | 19        | 291,80    |            |            |         |        |
| 20 | Magyarország            | Reisinger Zsófia  | 20        | 270,80    |            |            |         |        |
| 21 | Magyarország            | Kormos Villő      | 21        | 263,20    |            |            |         |        |
| 22 | Malajzia                | Zhiayi Loh        | 22        | 259,00    |            |            |         |        |
| 23 | Dél-Korea               | Csho Unbi         | 23        | 252,05    |            |            |         |        |
| 24 | Dél-afrikai Köztársaság | Jaimee Gundry     | 24        | 249,60    |            |            |         |        |
| 25 | Egyiptom                | Maha Abdelsalam   | 25        | 228,80    |            |            |         |        |
| 26 | Oroszország             | Darja Govor       | 26        | 219,30    |            |            |         |        |
| 27 | Dél-Korea               | Kim Szudzsi       | 27        | 208,00    |            |            |         |        |
| 28 | Egyiptom                | Habiba Kamal      | 28        | 200,90    |            |            |         |        |
| 29 | Indonézia               | Yasmin Linadini   | 29        | 167,50    |            |            |         |        |

#### 10 méteres szinkronugrás
| #  | Ország             | Név                                        | Selejtező | Selejtező | Döntő   | Döntő  |
| #  | Ország             | Név                                        | Rangsor   | Pontok    | Rangsor | Pontok |
| -- | ------------------ | ------------------------------------------ | --------- | --------- | ------- | ------ |
|    | Kína               | Csen Zso-lin / Liu Huj-hszia               | 1         | 337,62    | 1       | 357,66 |
|    | Malajzia           | Mun Yee Leong / Jun Hoong Cheong           | 6         | 290,70    | 2       | 336,66 |
|    | Kanada             | Meaghan Benfeito / Roseline Filion         | 4         | 306,69    | 3       | 335,25 |
| 4  | Ausztrália         | Rachel Bugg / Melissa Wu                   | 2         | 315,00    | 4       | 331,44 |
| 5  | Egyesült Királyság | Tonia Couch / Sarah Barrow                 | 5         | 292,14    | 5       | 328,56 |
| 6  | Mexikó             | Paola Milagros Espinosa / Alejandra Orozco | 3         | 310,32    | 6       | 297,84 |
| 7  | USA                | Katrina Young / Amy Cozad                  | 8         | 275,04    | 7       | 281,82 |
| 8  | Japán              | Tacumi Fuka / Itahasi Minami               | 10        | 267,81    | 8       | 274,95 |
| 9  | Dél-Korea          | Csho Unbi / Kim Szudzsi                    | 7         | 279,42    | 9       | 273,12 |
| 10 | Magyarország       | Kormos Villő / Reisinger Zsófia            | 9         | 274,32    | 10      | 263,64 |
| 11 | Németország        | Tra My Phan Nguyen / Maria Kurjo           | 11        | 257,31    | 11      | 263,19 |